# ガモ人
ガモ人(Gamo people)は、ガモ語を話すエチオピアの民族。アフロ・アジア系のオモ系に属する。「ガモ」とはガモ語で「ライオン」を意味する。1991年までのエチオピアの州であるガモ・ゴファ州は、ガモ人とゴファ人からその名がとられていた。
2007年の調査では1,107,163人の人口を数え、エチオピア総人口の1.5%、南部諸民族州の6.96%を占めている。141,233人がアルバ・ミンチをはじめとする都市に住み、ガモ人の94.5%が南部諸民族州の中で暮らしている。
ガモ人はバナナ、マンゴー、パパイヤなどの果樹を多く栽培している。大麦や小麦、トウモロコシといった穀物も栽培する。またエンセーテと呼ばれるバナナの一種からでんぷんを採取し食用とする。